# Dobruška vas
Dobruška vas este o localitate din comuna Škocjan, Slovenia, cu o populație de 258 de locuitori.